# Minor Hill
Minor Hill è un comune degli Stati Uniti d'America, situato nello Stato del Tennessee, nella Contea di Giles.